# Meilleur Apprenti de France
Pour les articles homonymes, voir MAF.
Le concours annuel « un des Meilleurs Apprentis de France » est organisé par la Société nationale des Meilleurs ouvriers de France, association reconnue d'utilité publique.
Ce concours est organisé parallèlement à celui du Meilleur ouvrier de France (MOF) pour les ouvriers et artisans confirmés.

## Objectif
L'objectif de ce concours est de développer le goût du travail bien fait chez les jeunes apprentis, de reconnaître leurs efforts pour atteindre l'excellence, et d'élever leurs perspectives professionnelles.

## Distinction

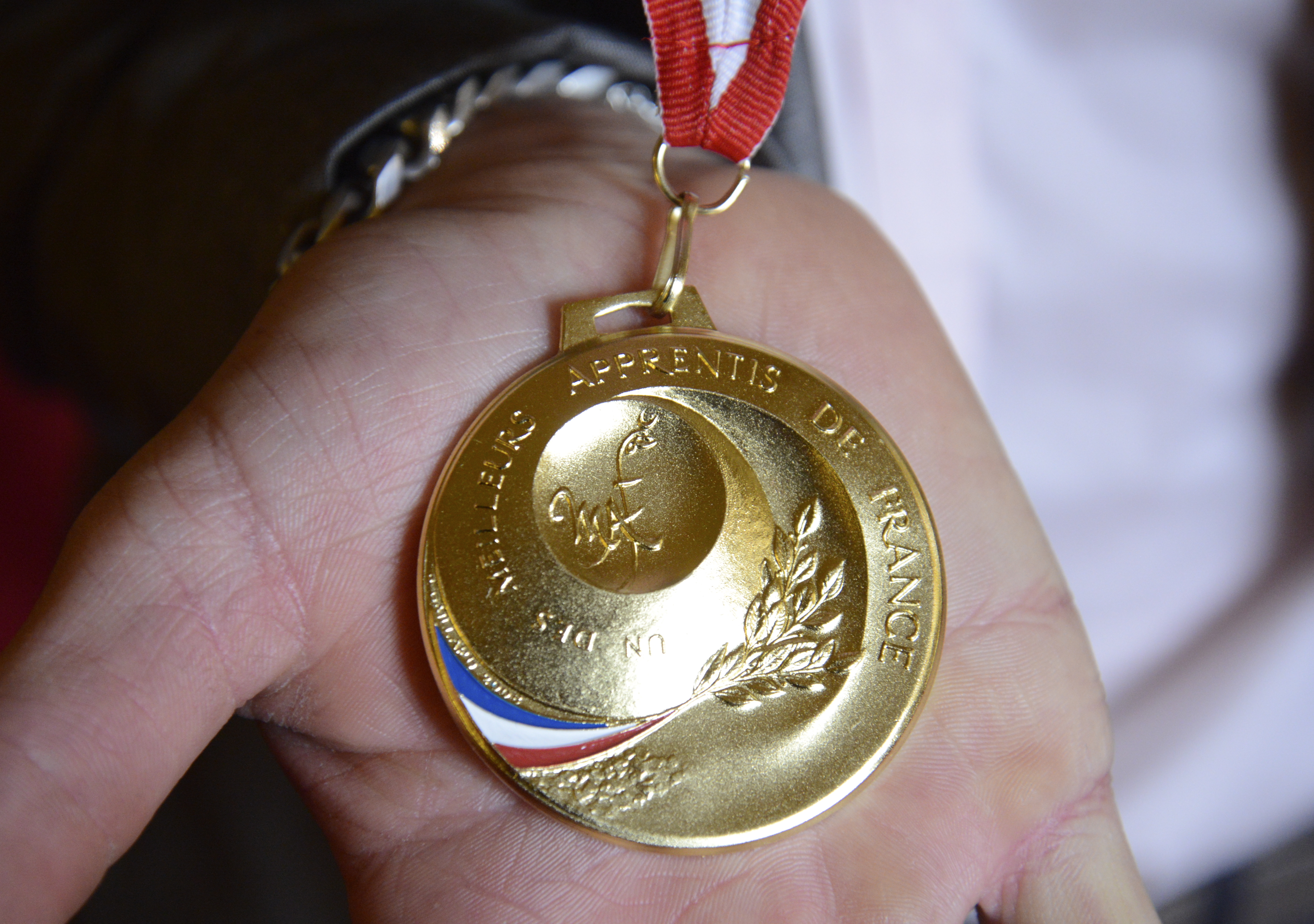
Médaille d'or du Meilleur Apprenti de France distribuée le 4 mars 2015.

Dans chacune des spécialités, trois médailles sont décernées: médaille d'or (donnant le statut de Un des Meilleurs Apprentis de France), d'argent et de bronze.
La cérémonie de remise des médailles est effectuée chaque année à la Sorbonne.

## Dates
Ce concours a été créé en 1985, au niveau départemental dans un premier temps.

## Métiers concernés
En 2021, plus de 90 métiers sont concernés. Le site officiel présente un regroupement en 17 métiers principaux :
- Art du bijou
- Barman
- Boulangerie
- Charpentier bois
- Couture flou
- Cuisine
- Électricien(ne)
- Esthéticien(ne)
- Fleuriste
- Installateur sanitaire
- Maçonnerie
- Mécanicien(ne)
- Menuiserie
- Plâtrier plaquiste
- Prothèse dentaire[3]
- Sculpteur sur bois
- Serrurerie métallerie
- Travaux paysagers

Ils se déclinent en 113 métiers détaillés au niveau des sujets.

## Sélection
La sélection est départementale, puis régionale et enfin nationale, et concerne plus de 6 000 candidats chaque année.
Il concerne les jeunes de moins de 21 ans, de niveau CAP, BEP, ou en deuxième année de Baccalauréat professionnel, qu'ils soient sous contrat d'apprentissage ou sous statut scolaire.